# 돌리올라
돌리올라(이탈리아어: Dogliola)는 이탈리아 아브루초주 키에티현에 있는 코무네이다. 바스토로부터 25km 거리에 있다.